# Ирина Шејк
Ирина Валерјевна Шајхлисламова (рус. Ирина Валерьевна Шайхлисламова; Јеманжелинск, 6. јануар 1986), познатија као Ирина Шејк (рус. Ири́на Шейк) или Ирина Шајк (енгл. Irina Shayk), руска је манекенка и глумица. Најпознатија је по појављивању у магазину Sports Illustrated Swimsuit Issue између 2007. и 2015. Такође ја била на насловној страни у издању за 2011; сликала се за насловнице магазина Воуг. Радила је модне ревије за модне марке и дизајнере као што су Кристијан Диор, Шанел, Луј Витон, Версаче, Прада и други. Била је у вези са фудбалером Кристијаном Роналдом од 2010. године, али је раскинула са њим јануара 2015. Била је у вези са глумцем Бредлијем Купером и са њим је добила ћерку почетком 2017. године.